# Chomelia microloba
Chomelia microloba är en måreväxtart som beskrevs av John Donnell Smith. Chomelia microloba ingår i släktet Chomelia och familjen måreväxter. Inga underarter finns listade i Catalogue of Life.